# تا ابد و همیشه
«تا ابد و همیشه» ترانه‌ای از هنرمند اهل ایالات متحده آمریکا تیلور سوئیفت است. این ترانه در آلبوم بی‌باک قرار داشت.
تا ابد و همیشه به عنوان تک‌آهنگ منتشر نشد وانگهی توانست وارد جدول ۱۰۰ ترانهٔ پرفروش بیلبورد آمریکا شود.